# Brian Lockwood
Brian Lockwood (Gales; 8 de octubre de 1946 – 10 de octubre de 2024) fue un jugador y entrenador de rugby galés que jugó en las posiciones de prop y loose forward.

## Carrera

### Club
| Periodo | Club                                     | Partidos | Tries | Goles | Goles de Campo | Puntos |
| ------- | ---------------------------------------- | -------- | ----- | ----- | -------------- | ------ |
| 1965-75 | Castleford Tigers                        | 231      | 38    | 8     | 0              | 130    |
| 1974    | → Canterbury-Bankstown Bulldogs (cedido) | 16       | 1     | 0     | 0              | 3      |
| 1975–77 | Balmain Tigers                           | 43       | 2     | 0     | 0              | 6      |
| 1976–77 | Wakefield Trinity                        | 25       | 5     | 0     | 0              | 15     |
| 1978–80 | Hull Kingston Rovers                     | 75       | 11    | 0     | 0              | 33     |
| 1980–81 | Oldham RLFC                              | 13       | 1     | 0     | 0              | 3      |
| 1981–83 | Widnes Vikings                           | 39       | 1     | 0     | 0              | 3      |

### Selección nacional
Jugó para Gran Bretaña en 16 ocasiones de 1970 a 1979 donde anotó un trie y tres puntos, y fue capitán del equipo en la Copa Mundial de Rugby League de 1972 donde salió campeón. También jugó en tres ocasiones para Inglaterra de 1970 a 1979.

### Entrenador
| Periodo | Club                |
| ------- | ------------------- |
| 1976–78 | Wakefield Trinity   |
| 1984    | Huddersfield Giants |
| 1985–87 | Batley Bulldogs     |

## Logros

### Club
- Challenge Cup (3): 1968/69,[4] 1969/70,[5] 1979/80[6]
- AMCO Cup (1): 1976

### Individual
- Lance Todd Trophy (1): 1979/80
- Miembro del Salón de la Fama del Castleford Tigers.[7]

### Selección nacional
- Copa Mundial de Rugby League (1): 1972